# Raymond Boven
Raymond Boven   (Limburg, 26 d'octubre de 1953) és un ex-pilot de motocròs flamenc que destacà en competició internacional durant la dècada de 1970, especialment en la categoria dels 250cc, essent un dels millors competidors del Campionat del Món de motocròs durant un grapat d'anys i un dels pilots oficials de Montesa més prometedors a la seva època.
Després de destacar a l'edició de 1973 del Campionat d'Europa de 125cc (instaurat aquell mateix any) i obtenir-hi l'onzena posició final (la tercera del Grup B), el 1974 fou promogut per la marca a la categoria dels 250cc en substitució del finlandès Kalevi Vehkonen. L'any del seu debut en aquesta categoria sorprengué tothom en guanyar la primera mànega del Gran Premi d'Espanya disputat al Circuit del Vallès, en unes condicions molt dures pel fang abundant. Al mateix circuit, el 3 d'abril de 1977 tornà a donar la campanada en aconseguir guanyar el Gran Premi davant els potents equips oficials de KTM, Bultaco i ČZ, esdevenint així el primer pilot a guanyar un Gran Premi de motocròs amb una motocicleta catalana.

## Palmarès al Campionat del Món
| Any  | Motocicleta | 500cc | 125cc |
| ---- | ----------- | ----- | ----- |
| 1973 | Montesa     | 29è   | 11è   |
| 1974 | Montesa     | 12è   | -     |
| 1975 | Montesa     | -     | -     |
| 1976 | Montesa     | 13è   | -     |
| 1977 | Montesa     | 7è    | -     |
| 1978 | Montesa     | 11è   | -     |
| 1979 | Husqvarna   | 16è   | -     |
| 1980 | Husqvarna   | 5è    | -     |
| 1981 | Husqvarna   | 16è   | -     |

1. ↑  Fins al 1974 inclòs no existia el Campionat del Món de 125 cc, ans el Campionat d'Europa (conegut també com a Cup FIM)